# Edward Bolaños
Edward Orlando Bolaños Angulo, más conocido como Edward Bolaños (Cali, Colombia, 14 de agosto de 1998), es un futbolista colombiano que juega en la posición de delantero.

## Trayectoria
Es un delantero formado en la cantera del Rionegro Águilas y en enero de 2017 llegó a España para incorporarse al Rayo Vallecano en categoría juvenil, en calidad de cedido por el Rionegro Águilas. En la temporada 2017-18 jugó con el Rayo Vallecano B, con el que anotó 12 goles en Tercera División y disputó la fase de ascenso a Segunda División B.
En verano de 2018, el Cortuluá colombiano se hace con los derechos deportivos del jugador, ya que el delantero sería internacional con las categorías inferiores de Colombia al formar parte del equipo sub-15 y sub-17.
En agosto de 2018, firma por la SD Ponferradina de la Segunda División B, en calidad de cedido por el Cortuluá para disputar la temporada 2018-19, ocupando plaza de sub-23 en el conjunto leonés. Con la SD Ponferradina jugaría 13 partidos.
En verano de 2019, la SD Ponferradina tras lograr el ascenso a la Segunda División, el jugador firma en propiedad por el club berciano. Durante la temporada 2019-20, el delantero jugaría cedido en el CD Guijuelo de la Segunda División B, en el que disputaría 8 partidos durante la primera vuelta de la temporada.
El 21 de enero de 2020, el jugador llega cedido al Alcobendas Sport de la Tercera División hasta el final de temporada.
Durante la temporada 2020-21 formaría parte de la primera plantilla de la SD Ponferradina en la Segunda División. El 12 de septiembre de 2020, hace su debut en la Liga Smartbank en una derrota frente al CD Castellón por un gol a dos.
En la actualidad representará al equipo más popular de Mar del Plata, al torito de Mataderos apoyando la ilusion de toda la gente que espera un ascenso a la primera división

## Clubes
| Club                      | País     | Año             |
| ------------------------- | -------- | --------------- |
| Rionegro Águilas          | Colombia | 2017            |
| Rayo Vallecano B (cedido) | España   | 2017-2018       |
| Cortuluá                  | Colombia | 2018            |
| SD Ponferradina (cedido)  | España   | 2018-2019       |
| CD Guijuelo (cedido)      | España   | 2019            |
| Alcobendas Sport (cedido) | España   | 2020            |
| SD Ponferradina           | España   | 2020-Actualidad |

## Palmarés

### Títulos internacionales
| Título           | Equipo                    | Sede     | Año  |
| ---------------- | ------------------------- | -------- | ---- |
| en Suramericanos | Selección Colombia Sub-17 | Santiago | 2014 |